# Maukestare
Maukestare (Aplonis mavornata) är en utdöd fågel i familjen starar inom ordningen tättingar. Den förekom tidigare på ön Mauke i Cooköarna men är försvunnen och rapporterades senast 1825. IUCN kategoriserar arten som utdöd.